# Senza avvisare
Senza avvisare è il sesto album discografico di Fabio Concato, pubblicato dall'etichetta discografica Philips Records nel 1986.
Anche in quest'album ricorrono i temi cari al cantautore come i ricordi personali e altre tematiche trattate sempre con punte ironiche, lo stile musicale spazia (a volte) dal funky al jazz. Dall'album non furono estratti singoli: il brano trainante era Prendi la luna che, insieme alla canzone Tornando a casa, l'anno precedente fecero parte (cantate in lingua inglese dallo stesso autore) della colonna sonora del film A me mi piace.

## Tracce
Parole e musiche di Fabio Concato
Lato A
1. Tanto per cambiare – 3:29
2. Prendi la luna – 3:19
3. Il bel pianista – 3:15
4. Camminiamo – 3:05
5. Prima di cena – 4:46

Durata totale: 17:54
Lato B
1. Tornando a casa – 3:46
2. Ti muovi sempre – 2:43
3. Per cominciare – 3:31
4. Il viaggio – 3:02
5. Rime per un sogno – 4:53

Durata totale: 17:55

## Formazione
- Fabio Concato - voce
- Massimo Luca - chitarra acustica, chitarra elettrica
- Vince Tempera - tastiera, pianoforte
- Renè Mantegna - percussioni
- Piero Cairo - tastiera, programmazione
- Julius Farmer - basso
- Ellade Bandini - batteria
- Claudio Frigerio - violoncello
- Fabrizio Fabiano - violoncello
- Sergio Fanni - flicorno
- Claudio Pascoli - sassofono tenore, sassofono soprano

Note aggiuntive
- Vince Tempera - arrangiamenti
- Registrato presso gli studi PolyGram di Milano
- Registrato e missato da Bruno Malasoma
- Sezione d'archi di Gianmaria Berlendis
- Trasferito su disco da Gennaro Carone
- Art Direction e copertina di Francesco Messina
- Art Work di Pia Valentinis
- Foto busta interna di Gik Piccardi
- Edizioni musicali Intersong s.r.l.